# Spamihilator
Spamihilator est un logiciel gratuit, anti-spam, disponible en français, pour le système d'exploitation Microsoft Windows (version Windows 2000 ou plus récente). Spamihilator fonctionne avec tout client de messagerie qui utilise un protocole POP3 ou IMAP.

## Fonctionnement
Spamihilator fonctionne entre un client et le serveur de messagerie et examine chaque message entrant. Il filtre les pourriels et les met en une aire de recyclage à partir de laquelle peuvent être soit éliminés définitivement soit renvoyés vers le client.
Le filtre bayésien utilise les règles de Thomas Bayes (mathématicien anglais du XVIIIe siècle) et calcule la probabilité que le message soit du spam. Ce filtre est amélioré par l'utilisateur en fonction des faux positifs et faux négatifs reçus. Par conséquent le taux d'identification augmente sans interruption. En outre Spamihilator utilise un filtrage sur les mots qui recherche des mots-clés utilisés par les spameurs. L'utilisateur peut ajouter ses propres mots-clés et des expressions rationnelles.

## Identification du spam
Pour la reconnaissance des pourriel, Spamihilator utilise les méthodes suivantes :
- filtre bayésien auto-apprenant
- filtre par mots-clés
- filtre sur les liens, qui recherche dans le corps des messages la présence de liens vers des sites internet de spam
- filtre DCC[4], qui se relie au réseau DCC pour identifier les pourriel envoyés à un grand nombre de destinataires.
- plugins : plusieurs plugins permettent de personnaliser Spamihilator afin de maximiser le taux de reconnaissance des pourriels